# 1984 (roman)
1984 (izvirno angleško Nineteen Eighty-Four) je roman angleškega pisatelja Georgea Orwella, ki je izšel v juniju 1949. Roman je distopičen, saj so v njem prikazane totalitaristične države totalne kontrole v letu 1984. Roman je uvedel koncept vedno prisotnega in vsevidnega Velikega brata, ki je bil v kasnejših delih ter tudi v popularni kulturi mnogokrat na novo oživljen.

## Vsebina

### Ozadje
Svet je v letu 1984 razdeljen na tri velike države: Eastazijo, Evrazijo in Oceanijo. Glavni junak je državljan slednje, ki sicer obsega Ameriko, Združeno kraljestvo, Avstralijo in jug Afrike. Vlada ji Partija, na čelu katere je Veliki brat. Uprava je razdeljena na štiri ministrstva, ki skrbi za določena področja:
- Ministrstvo ljubezni (Miniljub) se je ukvarjalo z iskanjem, zasledovanje in prevzgojo prestopnikov,
- Ministrstvo resnice (Minires): se je ukvarjalo s proizvodnjo propagande,
- Ministrstvo miru (Minimir) se je ukvarjalo z vojno in
- Ministrstvo obilja (Miniob) se je ukvarjalo z gospodarstvom in preskrbovanjem prebivalstva z osnovnimi potrebščinami.

Prebivalstvo Oceanije se deli na tri sloje:
- brezpravno rajo
- člane Partije
- višje člane Partije

Tri države so neprenehoma v vojni, vendar ne zmeraj z enakimi nasprotniki: po navadi se dve zavežeta proti tretji, nakar se sklene novo zavezništvo, in tako naprej. Za red v državi skrbi Miselna policija, ki opazuje člane Partije in jih že pri najmanjšem znaku neposlušnosti odpelje na prevzgojo. Nadzor poteka prek posebnih naprav, telekranov – podobni so televizijam, vendar hkrati oddajajo in sprejemajo. Raje Stranka ne obravnava kot državi nevarno, zato uživa mnogo večjo svobodo od Strankinih članov.

### Zgodba
Winston Smith je zaposlen na ministrstvu resnice in skrbi za preoblikovanje informacij. Ko začne razmišljati o uporu, si kupi zvezek in vanj skrivoma začne vnašati svoje misli o sistemu.
Na ministrstvu za resnico najde Julijo, njegovo somišljenico, ki mu skrivoma preda sporočilo »Ljubim te«.